# Magicland
Magicland è un programma televisivo italiano in onda su Italia 1 a partire dal 19 aprile 2012 per nove appuntamenti in seconda serata dal parco divertimenti MagicLand di Roma. La star dello show è il mago Antonio Casanova, affiancato dal giornalista sportivo Davide De Zan e dal duo comico dei Fichi d'India.

## Il programma
È un programma diviso in nove puntate, andate in onda in seconda serata dalle 0:30, che tratta i temi dell'illusionismo: escapologia, mentalismo, levitazione, ubiquità, e metamorfosi.
Antonio Casanova, affiancato dal giornalista Davide De Zan e dai Fichi d'India, nei panni di improbabili assistenti, tratta un tema diverso in ogni puntata, che si scioglie tra sorprendenti illusioni e grandi numeri, alcuni dei quali hanno proprio il pubblico come protagonista.
Il programma ha totalizzato una media pari al 10,22% di share, un risultato straordinario e insolito per la fascia oraria di messa in onda.

### Ascolti
| Puntata | Data           | titolo puntata                | Telespettatori | Share  |
| ------- | -------------- | ----------------------------- | -------------- | ------ |
| 1       | 19 aprile 2012 | "Sotto il segno del pericolo" | 427 114        | 10,81% |
| 2       | 26 aprile 2012 | "L'invisibilità"              | 589 067        | 11,69% |
| 3       | 3 maggio 2012  | "La paura"                    | 506 783        | 9,68%  |
| 4       | 10 maggio 2012 | "Vertigo"                     | 465 178        | 10,46% |
| 5       | 17 maggio 2012 | "La grande illusione"         | 449 848        | 9,43%  |
| 6       | 24 maggio 2012 | "Harry Houdini: La leggenda"  | 491 216        | 10,12% |
| 7       | 31 maggio 2012 | "Nel paese delle meraviglie"  | 409 119        | 9,16%  |
| 8       | 7 giugno 2012  | "Ai confini della realtà"     | 430 741        | 11,95% |
| 9       | 14 giugno 2012 | "Controllo mentale"           | 385 476        | 8,72%  |
|         |                | Media                         | 461 616        | 10,22% |